# 1210
- Wikisource

| Calendário gregoriano                                                        | 1210 MCCX                                            |
| Ab urbe condita                                                              | 1963                                                 |
| Calendário arménio                                                           | 659 – 660                                            |
| Calendário bahá'í                                                            | -634 – -633                                          |
| Calendário budista                                                           | 1754                                                 |
| Calendário chinês                                                            | 3906 – 3907 Início a 27 de janeiro (aproximadamente) |
| Calendário copta                                                             | 926 – 927                                            |
| Calendário etíope                                                            | 1202 – 1203                                          |
| Calendários hindus - Vikram Samvat - Calendário nacional indiano - Cáli Iuga | 1265 – 1266 1131 – 1132 4310 – 4311                  |
| Calendário Holoceno                                                          | 11210                                                |
| Calendário islâmico                                                          | 606 – 607                                            |
| Calendário judaico                                                           | 4970 – 4971                                          |
| Calendário persa                                                             | 588 – 589                                            |
| Calendário rúnico                                                            | 1460                                                 |
| Calendário solar tailandês                                                   | 1753                                                 |

1210 (MCCX, na numeração romana) foi um ano comum do século XI do Calendário Juliano, da Era de Cristo, a sua letra dominical foi C (52 semanas), teve início a uma sexta-feira e terminou também a uma sexta-feira.
No território que viria a ser o reino de Portugal estava em vigor a Era de César que já contava 1248 anos.
| Ano completo                       |
| ---------------------------------- |
| Ano comum com início à sexta-feira |

## Eventos
- Fim do reino do Imperador Tsuchimikado do Japão.
- O Imperador Juntoku ascende ao trono do Japão.
- Testamento de Sancho I, pelo qual o rei isenta o clero de serviço militar, excepto em caso de invasão muçulmana. O rei concilia-se com os bispos do Porto e de Coimbra.

## Nascimentos
- 5 de Maio - Rei Afonso III de Portugal (f. 1279)
- Papa Honório IV (aproximado)
- Vasco Afonso, Nobre português, Senhor da Torre de Rabelo e do Couto de Rebelo. Foi ainda Senhor da Quinta de Lobão no julgado de Roriz (extinto concelho de Negrelos)
- Gil Martins de Riba de Vizela, foi um Rico-homem e militar português do reinado de D. Afonso III de Portugal.
- Afonso Pires Gato, governador da Guarda, Portugal.
- Paio Viegas de Alvarenga, Senhor de Alvarenga, Portugal.
- Lourenço Rodrigues de Abreu, Senhor de Regalados e 4º senhor da Torre de Abreu.
- Fernán Pérez de Castro, Senhor do Castelo de Fornelos.
- D. Paio Anes Marinho, nobre e Cavaleiro medieval do Reino de Portugal.
- Rui Peres de Ferreira, foi o 4.º Senhor de Ferreira de Aves, onde teve o seu solar.
- Paio Mendes Sored, 2.º Senhor de Sotomaior
- Blasco Ximeno Dávila, foi Senhor de Ávila.
- Fernão Rodrigues Pacheco, foi um Rico-homem do Reino de Portugal alcaide-mor do Castelo de Celorico da Beira.
- Vasco Lourenço da Cunha, foi o 2.º senhor do morgado de Tábua.